# HuskySat-1
HuskySat-1, HS-1, auch HuskySat-OSCAR-107 oder HO-107, war ein 3U-CubeSat, der vom Husky Satellite Lab an der University of Washington (UW) in Seattle entwickelt, gebaut und getestet wurde.
HuskySat-1 war der erste Amateursatellit aus dem Bundesstaat Washington. Dieser CubeSat diente der Demonstration von an der UW entwickelten Technologien, welche die Möglichkeiten des Einsatzes von CubeSats erweitern. Insbesondere ein gepulstes Hochdruck-Plasma-Triebwerk (PPT) und ein Hochfrequenz-K-Band-Kommunikationssystem bildeten die Kerntechnologie an Bord des Satelliten. Der HuskySat-1 trug auch einen Lineartransponder, der von AMSAT entwickelt wurde.
Der Satellit wurde 2017 von der CubeSat Launch Initiative (CSLI) der NASA ausgewählt und im Rahmen des ELaNa-Programms gestartet. Er verglühte am 12. April 2023.

## Mission
Der Satellit wurde am 2. November 2019 vom Mid-Atlantic Regional Spaceport auf Wallops Island mit einem Cygnus-Raumtransporter zur Versorgung der ISS gestartet. Nachdem der Transporter die ISS am 31. Januar 2020 erreicht hatte, wurde HuskySat-1 ausgesetzt. Es begann eine dreimonatige Ausbildungsmission für die Studenten der UW. Nach Abschluss dieser Phase wurde der Lineartransponder für den Amateurfunkdienst in Betrieb genommen.
Der OSCAR-Nummern-Administrator der AMSAT–Nordamerika hat an diesen Satelliten die Nummer 107 vergeben und bezeichnet HuskySat-1 als HuskySat-OSCAR 107 (HO-107).

## Frequenzen
Folgende Frequenzen wurden von der International Amateur Radio Union koordiniert:
- 145,910 – 145,940 MHz LSB/CW uplink
- 435.840 – 435,810 MHz USB/CW (inverting) down
- 435,800 MHz, 1k2 bps BPSK
- 24,049 GHz (Experimental-Downlink)